# Hoofdklasse cricket 2009
De hoofdklasse cricket 2009 voor herenteams is de hoogste cricketcompetitie in Nederland in 2009 en startte op 3 mei 2009. Aan deze hoofdklasse namen tien teams deel. In dit seizoen werd Excelsior '20 kampioen en degradeerden HBS, VVV en VCC.
Ten opzichte van de Hoofdklasse cricket 2008 verschilde de samenstelling van clubs op één plek, Sparta degradeerde in 2008 en ACC promoveerde in 2008.
Net als in de hoofdklasse cricket 2008 werd er in dit seizoen gebruikgemaakt van play-offs voor de hoogst-geklasseerde vier teams om daarmee de kampioen te bepalen.
Omdat er in 2010 een nieuw competitiesysteem wordt ingevoerd, waarbij slechts acht teams in de hoogste klasse zullen spelen, degradeerden de clubs op de laatste 2 plaatsen in deze hoofdklasse direct, namelijk HBS en VVV. De club die op de achtste plaats eindigde, VCC, speelde om promotie-degradatie ook een play-off tegen Rood en Wit. Rood en Wit won uiteindelijk en promoveerde naar het hoogste niveau, terwijl VCC degradeerde.

## Ranglijst na de reguliere competitie
| pos | club          | wedstrijden | punten |
| --- | ------------- | ----------- | ------ |
| 1   | Excelsior '20 | 18          | 27     |
| 2   | VOC           | 18          | 27     |
| 3   | VRA           | 18          | 22     |
| 4   | Quick         | 18          | 21     |
| 5   | HCC           | 18          | 18     |
| 6   | Hermes DVS    | 18          | 18     |
| 7   | ACC           | 18          | 16     |
| 8   | VCC           | 18          | 13     |
| 9   | VVV           | 18          | 10     |
| 10  | HBS           | 18          | 8      |

#### Uitleg kleuren
| Kleur | Betekenis                                                              |
| ----- | ---------------------------------------------------------------------- |
|       | Play-off om kampioenschap                                              |
|       | Play-off om promotie-degradatie tegen de kampioen van de eerste klasse |
|       | Rechtstreekse degradatie                                               |

## Play-offs

### Play-off om het kampioenschap
De vier best-geklasseerde teams in dit seizoen speelden om het kampioenschap. Uiteindelijk won Excelsior '20, tevens de winnaar van de reguliere competitie, deze play-off en daarmee het kampioenschap.

### Play-off om promotie-degradatie
VCC werd achtste in de reguliere competitie en moest daarom spelen om promotie-degradatie tegen de winnaar van de Eerste klasse, Rood en Wit. De play-off was gehouden met het best-of-threesysteem: het team dat twee van drie wedstrijden tegen elkaar wint, promoveert, het andere team degradeert. De eerste wedstrijd, op het terrein van Rood en Wit, werd gewonnen door Rood en Wit. De tweede wedstrijd, op het terrein van VCC, werd gewonnen door VCC. De laatste en beslissende wedstrijd werd gespeeld op neutraal terrein, namelijk op het terrein van Cricket Club Bloemendaal. Deze wedstrijd werd gewonnen door Rood en Wit, wat daarmee dus promoveerde naar het hoogste niveau. VCC degradeerde hierdoor uit het hoogste niveau.
2007 · 2008 · 2009 · 2010 · 2011 · 2012 · 2013